# Robert A. Kehoe
Pour les articles homonymes, voir Kehoe.
Robert Arthur Kehoe ([ˈkiːhoʊ] ; 18 novembre 1893 - 24 novembre 1992) est un toxicologue américain et une figure dominante de la santé au travail,. Travaillant pour le compte de l'industrie du plomb (y compris la fabrication d'essence au plomb et de batteries plomb-acide), Kehoe était le plus puissant partisan, doté d'une formation médicale, de l'utilisation du tétraéthylplomb comme additif dans l'essence.

## Famille et éducation
Robert Kehoe naît à Georgetown, le 18 novembre 1893, de Jeremiah et Jessie Robert Kehoe.
Robert a étudié à l'université d'État de l'Ohio. Après avoir obtenu son diplôme à la faculté de médecine de l'université de Cincinnati en 1920, il est interne en pathologie à l'hôpital général de Cincinnati.
Peu de temps après avoir obtenu son diplôme de médecin, il épouse Lucille Marshall.

## Santé professionnelle
Alors qu'il était instructeur au département de physiologie de l'UC en 1924, il est engagé par Charles Franklin Kettering pour General Motors (GM) afin d'examiner les problèmes de santé liés à la production de tetraethyllead (TEL). En 1925, Robert Kehoe est devenu le conseiller médical en chef du fabricant de TEL, Ethyl Corporation, un poste qu'il a occupé jusqu'à sa retraite.
En 1930, il devient le directeur du tout nouveau laboratoire de physiologie appliquée de l'université de Cincinnati (UC) Kettering, le premier laboratoire universitaire consacré aux problèmes toxicologiques propres à l'industrie. Le laboratoire était financé par les entreprises parties prenantes, GM, DuPont et Ethyl Gasoline Corporation.
Au laboratoire de Kettering, Robert Kehoe est chargé par DuPont de produire une étude dans le but de montrer que le cancérigène 2-Naphthylamine, alors largement utilisé par DuPont et dont il est démontré qu'il produisait des cancers chez neuf employés sur dix qui y étaient exposés, était sans danger. Kehoe est nommé professeur de médecine industrielle à UC et a constitué une équipe interdisciplinaire pour étudier les questions de santé au travail.
Robert Kehoe effectue des recherches financées par l'industrie pendant des décennies. L'une des personnes ayant participé à cette recherche est un co-autrice, Ivan F. Ferneau, qui, selon Kehoe, s'est vu administrer des quantités potentiellement dangereuses de plomb,,,.
De 1948 à 1968 au moins, Robert Kehoe est impliqué dans la Electric Storage Battery Company (plus tard ESB, Inc.) à Crescentville (Philadelphie),,,,,,,,,.

## La défense du plomb dans l'essence
Travaillant au laboratoire de recherche GM à Dayton, Charles Franklin Kettering et son assistant Thomas Midgley Jr. étudient les agents anti-cognement des moteurs. En 1921, l'équipe dirigée par Midgley découvre la propriété antidétonante du TEL, qui élimine le cognement dans les moteurs à combustion interne, ce qui permet de les construire avec des taux de compression plus élevés. GM a déposé un brevet pour l'utilisation du TEL comme additif dans l'essence. En août 1924, après que la ExxonMobil découvre une méthode moins coûteuse pour synthétiser le TEL, elle s'est associée à GM pour créer l'Ethyl Gasoline Corporation afin de produire le TEL comme additif pour l'essence avec l'aide de DuPont. Bientôt, les ouvriers des usines Ethyl tombèrent malades et un certain nombre d'entre eux moururent de saturnisme. Kettering engage Kehoe pour développer des protocoles pour les travailleurs manipulant le TEL. Kehoe est rapidement devenu le principal défenseur médical de la position selon laquelle l'utilisation de TEL dans l'essence est sûre et a gagné en importance en tant qu'expert de l'industrie lors des audiences du gouvernement et de la santé publique. Comme la quasi-totalité du soutien à la recherche concernant l'essence au plomb provenait de l'industrie, et que la plupart lui étaient acheminés, il a détenu "un monopole presque complet" sur les données pendant un demi-siècle. Kehoe affirmait que la présence de plomb chez les humains et dans d'autres organismes était normale et que l'exposition à de faibles niveaux de plomb n'était pas nocive,.
Bien que le plomb soit connu pour sa haute toxicité depuis l'antiquité, les convictions de Robert Kehoe n'ont été sérieusement contestées qu'après la publication de Clair Patterson en 1965. Patterson a soutenu qu'il y avait une contamination mondiale par le plomb et qu'elle avait commencé progressivement avec la révolution industrielle mais qu'elle s'était nettement accélérée une fois que l'essence au plomb était entrée sur le marché.
Lors d'une audition gouvernementale de 1966 présidée par le sénateur Edmund Muskie, Robert Kehoe a déclaré que son laboratoire "était la seule source de nouvelles informations (sur l'exposition au plomb)" et "avait une grande influence (aux États-Unis et à l'étranger) pour façonner le point de vue et les activités... de ceux qui sont responsables de l'hygiène industrielle et publique".
Étant donné que l'essence au plomb avait été jugée « sûre » par le Surgeon General des États-Unis dans les années 1920 (voir ci-dessous), et que le plomb ambiant avait été « démontré » par les travaux de Robert Kehoe comme ne constituant pas un danger pour la santé publique au cours des décennies suivantes, il a fallu des années pour que les conclusions de Patterson modifient l'opinion dominante sur la toxicité du plomb ambiant. La validation de la réfutation des recherches de Robert Kehoe par Patterson a nécessité de nouvelles recherches plus précises de la part de plusieurs autres personnes, mais finalement l'argument médical/santé publique a prévalu. Les travaux de Robert Kehoe sont désormais considérés comme discrédités. En 2014, une majorité de pays avaient cessé d'utiliser l'essence au plomb dans les automobiles. Pourtant, l'essence au plomb continue d'être produite et utilisée, par exemple, pour l'aviation privée aux États-Unis.

## Examen par le Surgeon General du plomb dans l'essence et de la règle Robert Kehoe
Yandell Henderson, Alice Hamilton et d'autres ont très tôt émis des doutes sur la sécurité du plomb tétraéthyle. Lorsque le public a appris que des travailleurs des usines de TEL étaient tombés malades et que des décès étaient survenus, le Surgeon General, le Dr Hugh Smith Cumming, a convoqué une conférence, et la production de TEL est volontairement suspendue. Lors de la conférence, qui s'est tenue le 20 mai 1925, les défenseurs du plomb ont fait valoir que l'utilisation de l'essence au plomb soulevait des problèmes de santé publique inédits.  Ils demandaient également à être informés de ce qu'était leur devoir, ce qui impliquait qu'ils n'étaient coupables de violer aucune règle parce qu'aucune règle n'avait été établie auparavant. Dépeindre leur responsabilité comme une ardoise vierge ouvrait la question à une nouvelle approche politique, et le Dr Kehoe a fourni la logique qui résoudrait la controverse en remplissant ce blanc. Dans son témoignage à la conférence, Kehoe a proposé (au nom des sociétés engagées dans l'entreprise Ethyl Gasoline) de cesser la vente d'essence contenant du plomb "s'il peut être démontré... qu'un danger réel en résulte...". Mais, selon lui, s'il n'était pas possible de le démontrer "sur la base des faits", un produit aussi économiquement avantageux ne devrait pas être "mis au rebut sur la base d'opinions". L'offre de Kehoe agissait donc comme une règle de décision (d'où " la règle de Kehoe "), établissant un point de choix et deux chemins alternatifs qui pouvaient être suivis, en fonction de ce qui était démontré comme preuve à ce point de choix. 
La règle Robert Kehoe présentait deux caractéristiques importantes. Premièrement, elle plaçait la charge de la preuve sur les opposants au plomb tétraéthyle, qui devaient démontrer que l'utilisation du TEL était dangereuse si une quelconque contrainte sur son utilisation devait être instituée. Si la constatation des faits n'était pas concluante et ne fournissait pas une démonstration de preuve incontestable, alors le TEL était autorisé. Deuxièmement, elle mettait en balance l'intérêt de la protection de la santé publique et les avantages économiques de TEL, dont les partisans de TEL avaient promis qu'ils se traduiraient par une économie de carburant. L'approche alternative, le principe de précaution, aurait exigé la preuve de l'innocuité du TEL avant de pouvoir l'utiliser. Alors que le paradigme Robert Kehoe, (ou règle de Kehoe), suppose qu'en l'absence de preuves claires de risque, il n'y a pas de risque significatif, le principe de précaution suppose qu'il y a un risque possible jusqu'à preuve du contraire. Nriagu a affirmé qu'avec les grands investissements de l'industrie, le climat social et économique de l'époque, et la croyance dans le progrès, le résultat de la conférence de 1925 était prédestiné. La production de TEL a repris, et bientôt, l'essence au plomb était couramment utilisée. L'industrie a faussement nié qu'il existait des alternatives à l'utilisation du TEL.
L'application de la règle Kehoe a rendu indispensable le financement et le contrôle par l'industrie de la recherche sur la toxicité du plomb. Cela est fait par le biais du laboratoire Kettering, sous la direction de Robert Kehoe. La règle de Robert Kehoe était avantageuse pour ceux qui étaient engagés dans l'industrie du plomb à essence, car il suffisait de qualifier toute critique de lourde d'incertitude. Dans le cas de la toxicité du plomb, le laboratoire de Robert Kehoe a dominé la scène pendant des décennies, attestant de la sécurité de l'essence au plomb et déconstruisant toute critique. La crédibilité des recherches de Robert Kehoe est renforcée pendant des décennies par le soutien du US Public Health Service et de l'Association médicale américaine.
En utilisant la règle de Robert Kehoe, Ethyl Corporation était gagnante dans les deux situations : si son produit était réellement sûr, Ethyl serait considérée comme une partie responsable. Si, par contre, son produit n'était pas sûr, il faudrait des décennies pour le démontrer avec certitude. Le processus d'obtention de la certitude pouvait être prolongé en contestant les méthodes et les résultats et en demandant davantage de données, et pendant ce temps, le produit continuerait à générer des profits.  Kitman indique que la stratégie adoptée par l'industrie du plomb, faisant référence à l'utilisation de la règle Kehoe, a de la même manière "fourni un modèle aux industries de l'amiante, du tabac, des pesticides et de l'énergie nucléaire, et à d'autres(s). pour éluder les preuves évidentes de la nocivité de leurs produits en se cachant derrière le manteau de l'incertitude scientifique." Les laboratoires Kettering, sous la direction de Kehoe, ont également certifié la sécurité du réfrigérant fluoré, le fréon, « un autre brevet GM insensible à l'environnement qui allait rapporter des centaines de millions avant d'être interdit". »

## Décès
Robert Kehoe prend sa retraite en 1965. Il est devenu professeur émérite de médecine du travail à l'université à sa retraite. Kehoe Hall, qui fait partie du Kettering Lab Complex de l'Université de Cincinnati, est achevé en 1963 et est nommé en son honneur[réf. nécessaire]. Kehoe écrit qu'il était malade en 1973. Il meurt à Cincinnati en 1992 à l'âge de 99 ans.